# Высшая лига КВН 2022
Сезон Высшей лиги КВН 2022 года — 36-й сезон с возрождения телевизионного КВН в 1986 году.
Для сезона 2022 было решено не менять основную схему и количество команд. По итогам фестиваля, который прошёл в январе в Сочи, в Высшую лигу попали 25 команд, среди них: 13 новичков, 11 команд-участниц предыдущего сезона и одна команда-участница сезона 2020. В отличие от прошлого сезона полуфинальных игр было две, а в Кубке Мэра Москвы не участвовали команды из Высшей лиги, и впервые с 2017 года не разыгрывалась дополнительная путёвка в финал.
Также на фестивале в Сочи было объявлено, что отныне во всех официальных лигах отменены взносы на участие. Было принято решение изменить процесс подготовки к играм Высшей лиги с заездом и работой с редакторами за десять дней до игры, а также поменять дизайн сцены. Редакторский состав Высшей лиги покинул Евгений Донских.
В сезоне Высшей лиги 2022 впервые сыграли команды из Михайловска — чемпионы Лиги Москвы и Подмосковья «Колосок», Чулыма — чемпионы Первой лиги «Столик», Гурьевска — финалисты Премьер-лиги «Зелёный чемодан», Егорьевска (также финалисты Премьер-лиги) и Соснового Бора — команда Ленинградской АЭС «Атомная сборная», которая также является первой командой из Ленинградской области в Высшей лиге КВН. Команда «Ровеньки», представлявшая ранее одноимённый город в Луганской области, начала играть за Орловский государственный университет.
После двух сезонов без команд из Казахстана в Высшей лиге вновь сыграла команда из этой страны. На этот раз это «Не кипишуй», разделившие со «Столиком» чемпионство Первой лиги. Помимо Москвы, ещё три субъекта Российской Федерации были представлены более, чем одной командой. Московскую область представляли вице-чемпионы Высшей лиги «Имени меня» и финалисты Премьер-лиги Сборная города Егорьевска; Ставропольский край — чемпионы Премьер-лиги «Те самые» и чемпионы Лиги Москвы и Подмосковья «Колосок»; Приморский край — команды «Красный лис» и «Океан». В сезоне также участвовала команда из Хабаровска «Пал Палыч», и таким образом, в Высшей лиге 2022 оказались три команды из Дальнего Востока.
Первые две игры ⅛-й финала стали первыми в истории Высшей лиги КВН, которые провёл не Александр Масляков. Ведущий был вынужден пропустить первый этап сезона, так как находился на самоизоляции, связанной с заболеванием коронавирусом. На первой игре его заменил Дмитрий Нагиев, а вторую провёл участник Сборной Санкт-Петербурга Дмитрий Хрусталёв. Последующие игры должны были провести Иван Ургант, Андрей Бурковский и Валдис Пельш, однако они были отложены в связи со вторжением Российских войск на территорию Украины. Было объявлено о переносе этих игр на апрель, но только в июне появилась информация о возобновлении сезона в конце месяца. Ведущими трёх отложенных игр стали Александр Масляков, Вадим Галыгин и Валдис Пельш. На четвертьфинальном этапе список ведущих пополнил Михаил Галустян. Александр Масляков кроме игры ⅛-й финала провёл ещё один четвертьфинал. Планировалось, что он также проведёт один из полуфиналов и финал, но на этих играх его заменили Дмитрий Хрусталёв и Валдис Пельш, соответственно. Последний в итоге провёл три игры сезона. По две игры, помимо Маслякова, провели Дмитрий Хрусталёв и Вадим Галыгин.
Этот сезон стал последним с Александром Масляковым в качестве ведущего.
Первые две игры сезона, полуфиналы и финал прошли в Центральном академическом театре Российской армии. Остальные шесть игр прошли в ММЦ «Планета КВН» (три игры ⅛-й финала и три четвертьфинала). Трансляции игр на Первом канале начались с 24 сентября, спустя семь месяцев после съёмок первой игры.
До финала сезона дошли пять команд, среди них три дебютанта: Сборная МАИ (которая, как и Сборная Пермского края и «Неудержимый Джо» годом ранее, была абсолютно новым проектом, собранным непосредственно перед началом сезона), санкт-петербургские «Поэтессы» и орловские «Ровеньки», попавшие в финал добором. Ещё две команды, «Имени меня» из Королёва и «Доктор Хаусс» из Могилёва, играли свой второй финал, и после неудачи годом ранее, смогли на этот раз стать чемпионами Клуба. Это был третий финал подряд, и четвёртый за пять лет, в котором было объявлено двойное чемпионство.

## Состав
Для участия в сезоне были приглашены следующие 25 команд КВН:
1. Ровеньки (Орёл) — чемпионы Юго-Западной Лиги[комм 1]
2. Колосок (Михайловск) — чемпионы Лиги Москвы и Подмосковья
3. Океан (Владивосток) — четвертьфиналисты Первой лиги
4. Атомная сборная (Сосновый Бор) — финалисты Первой лиги (под названием «Во все тяжкие»)
5. 2x2 (Самара) — финалисты Первой лиги
6. Не кипишуй (Астана[комм 2]) — чемпионы Первой лиги
7. Столик (Чулым) — чемпионы Первой лиги
8. Поэтессы (Санкт-Петербург) — полуфиналисты Премьер-лиги
9. Иван Иванов (Москва) — полуфиналисты Премьер-лиги
10. Сборная города Егорьевска (Егорьевск) — финалисты Премьер-лиги
11. Зелёный чемодан (Гурьевск) — финалисты Премьер-лиги
12. Те самые (Ставрополь) — чемпионы Премьер-лиги
13. Сборная МАИ (Москва) — новый проект
14. Флэш-Рояль (Ростов-на-Дону) — второй сезон в Высшей лиге
15. Пал Палыч (Хабаровск) — второй сезон в Высшей лиге
16. Красный лис (Владивосток) — второй сезон в Высшей лиге, чемпионы Международной лиги
17. Рязанский проспект (Москва) — второй сезон в Высшей лиге, полуфиналисты Премьер-лиги
18. Город N (Челябинск) — второй сезон в Высшей лиге
19. Росы (Нижний Новгород) — второй сезон в Высшей лиге
20. ИП Бондарев (Надым) — второй сезон в Высшей лиге
21. Северяне (Нягань) — второй сезон в Высшей лиге
22. Юра (Москва) — третий сезон в Высшей лиге
23. Доктор Хаусс (Могилёв) — третий сезон в Высшей лиге
24. Имени меня (Королёв) — второй сезон в Высшей лиге
25. Полуостров (Симферополь) — третий сезон в Высшей лиге

Чемпионами сезона стали команды «Имени меня» и «Доктор Хаусс».

## Игры

### ⅛ финала
Первая ⅛ финала
- Дата игры: 17 февраля (эфир: 24 сентября)[18]
- Команды: Доктор Хаусс (Могилёв), Те самые (Ставрополь), Сборная города Егорьевска (Егорьевск), Не кипишуй (Нур-Султан), Красный лис (Владивосток)
- Жюри: Валерий Сюткин, Дмитрий Хрусталёв, Константин Эрнст, Пелагея, Александр Ревва
- Конкурсы: Приветствие, Биатлон, Музыкальное домашнее задание

| Команда                   | Приветствие | Биатлон | общий | МДЗ | Итого |
| ------------------------- | ----------- | ------- | ----- | --- | ----- |
| Доктор Хаусс              | 5           | 1       | 6     | 4,8 | 10,8  |
| Те самые                  | 4,6         | 0,9     | 5,5   | 5   | 10,5  |
| Сборная города Егорьевска | 4,4         | 0,6     | 5     | 4   | 9     |
| Не кипишуй                | 5           | 0,7     | 5,7   | 4   | 9,7   |
| Красный лис               | 4,8         | 0,8     | 5,6   | 5   | 10,6  |

Результат игры:
1. Доктор Хаусс
2. Красный лис
3. Те самые
4. Не кипишуй
5. Сборная города Егорьевска

- Игру провёл Дмитрий Нагиев.
- На момент игры город, который представляет команда «Не кипишуй», ещё назывался Нур-Султан. К моменту эфира игры столице Казахстана уже было возвращено прежнее название — Астана. Это был четвёртый случай, когда в Высшей лиге играла команда из города, переименованного по ходу сезона. Первый такой случай произошёл в 1990 году с командой из Нижнего Новгорода (Горького), второй — в 1991 году с командами из Екатеринбурга (Свердловска) и Санкт-Петербурга (Ленинграда), а третий — в 2019 году с другой командой из Астаны, которую в тот год переименовали в Нур-Султан.
- За команду «Красный лис» в обоих домашних конкурсах этой игры выступил рестлер Антон Дерябин.

Вторая ⅛ финал
- Дата игры: 25 февраля (эфир: 1 октября)
- Команды: Юра (Москва), Пал Палыч (Хабаровск), Океан (Владивосток), Зелёный чемодан (Гурьевск), Росы (Нижний Новгород)
- Жюри: Вячеслав Муругов, Алексей Ягудин, Пелагея, Вадим Галыгин, Станислав Ярушин
- Конкурсы: Приветствие, Биатлон, Музыкальное домашнее задание

| Команда         | Приветствие | Биатлон | общий | МДЗ | Итого |
| --------------- | ----------- | ------- | ----- | --- | ----- |
| Юра             | 4,8         | 0,6     | 5,4   | 4,4 | 9,8   |
| Пал Палыч       | 4,8         | 1       | 5,8   | 4,8 | 10,6  |
| Океан           | 4,6         | 0,7     | 5,3   | 4   | 9,3   |
| Зелёный чемодан | 5           | 0,9     | 5,9   | 4,4 | 10,3  |
| Росы            | 5           | 0,8     | 5,8   | 4,8 | 10,6  |

Результат игры:
1. Росы; Пал Палыч
2. Зелёный чемодан
3. Юра
4. Океан

- Игру провёл Дмитрий Хрусталёв. Оценки объявляла Полина Сибагатуллина.

Третья ⅛ финала
- Дата игры: 24 июня (эфир: 8 октября)[19]
- Команды: ИП Бондарев (Надым), Колосок (Михайловск), Атомная сборная (Сосновый Бор), Флэш-Рояль (Ростов-на-Дону), Северяне (Нягань)
- Жюри: Виктор Васильев, Валдис Пельш, Константин Эрнст, Вадим Галыгин, Алексей Ягудин
- Конкурсы: Приветствие, Биатлон, Музыкальное домашнее задание

| Команда         | Приветствие | Биатлон | общий | МДЗ | Итого |
| --------------- | ----------- | ------- | ----- | --- | ----- |
| ИП Бондарев     | 4,4         | 0,6     | 5     | 4,8 | 9,8   |
| Колосок         | 4,2         | 0,8     | 5     | 3,8 | 8,8   |
| Атомная сборная | 4,4         | 0,7     | 5,1   | 4,4 | 9,5   |
| Флэш-Рояль      | 4,8         | 1       | 5,8   | 4,8 | 10,6  |
| Северяне        | 4           | 0,9     | 4,9   | 4,2 | 9,1   |

Результат игры:
1. Флэш-Рояль
2. ИП Бондарев
3. Атомная сборная
4. Северяне
5. Колосок

- Это единственная игра этапа ⅛-й финала 2022, которую провёл Александр Васильевич Масляков.
- Начиная с этой ⅛-й финала и до конца четвертьфинального этапа игры Высшей лиги КВН прошли в ММЦ «Планета КВН».

Четвёртая ⅛ финала
- Дата игры: 28 июня (эфир: 15 октября)[20]
- Команды: Город N (Челябинск), Столик (Чулым), Поэтессы (Санкт-Петербург), Иван Иванов (Москва), Полуостров (Симферополь)
- Жюри: Виктор Васильев, Дмитрий Хрусталёв, Валдис Пельш, Екатерина Стриженова, Алексей Ягудин, Екатерина Скулкина
- Конкурсы: Приветствие, Биатлон, Музыкальное домашнее задание

| Команда     | Приветствие | Биатлон | общий | МДЗ | Итого |
| ----------- | ----------- | ------- | ----- | --- | ----- |
| Город N     | 4,8         | 0,8     | 5,6   | 4,3 | 9,9   |
| Столик      | 4,8         | 0,6     | 5,4   | 5   | 10,4  |
| Поэтессы    | 5           | 0,9     | 5,9   | 5   | 10,9  |
| Иван Иванов | 4,5         | 1       | 5,5   | 5   | 10,5  |
| Полуостров  | 4,8         | 0,7     | 5,5   | 4,3 | 9,8   |

Результат игры:
1. Поэтессы
2. Иван Иванов
3. Столик
4. Город N
5. Полуостров

- Игру провёл Вадим Галыгин.

Пятая ⅛ финала
- Дата игры: 30 июня (эфир: 29 октября)[21]
- Команды: Имени меня (Королёв), 2х2 (Самара), Ровеньки (Орёл), Рязанский проспект (Москва), Сборная МАИ (Москва)
- Жюри: Дмитрий Хрусталёв, Алексей Ягудин, Алла Михеева, Вадим Галыгин, Александр Масляков
- Конкурсы: Приветствие, Биатлон, Музыкальное домашнее задание

| Команда            | Приветствие | Биатлон | общий | МДЗ | Итого |
| ------------------ | ----------- | ------- | ----- | --- | ----- |
| Имени меня         | 4,2         | 0,9     | 5,1   | 5   | 10,1  |
| 2х2                | 4,2         | 0,7     | 4,9   | 4,2 | 9,1   |
| Ровеньки           | 5           | 0,8     | 5,8   | 5   | 10,8  |
| Рязанский проспект | 4,4         | 0,6     | 5     | 4,2 | 9,2   |
| Сборная МАИ        | 5           | 1       | 6     | 5   | 11    |

Результат игры:
1. Сборная МАИ
2. Ровеньки
3. Имени меня
4. Рязанский проспект
5. 2х2

- Сборная МАИ — 24-я команда, набравшая максимум за игру в Высшей лиге.
- Игру провёл Валдис Пельш.
- Это вторая игра Высшей лиги, которую судит Александр Васильевич Масляков. Первой был финал сезона 1994 года.

Дополнительно в четвертьфинал проходят команды: Юра (вторая игра), Северяне (третья игра), Город N (четвёртая игра).

### Четвертьфиналы
Первый четвертьфинал
- Дата игры: 24 сентября (эфир: 5 ноября)[22]
- Команды: Те самые (Ставрополь), ИП Бондарев (Надым), Поэтессы (Санкт-Петербург), Юра (Москва), Ровеньки (Орёл), Сборная МАИ (Москва)
- Жюри: Юрий Аксюта, Валдис Пельш, Вадим Галыгин, Виктор Васильев, Алла Михеева
- Конкурсы: Приветствие, Биатлон, Музыкальный номер

| Команда     | Приветствие | Биатлон | общий | Музномер | Итого |
| ----------- | ----------- | ------- | ----- | -------- | ----- |
| Те самые    | 4,2         | 0,6     | 4,8   | 4,2      | 9     |
| ИП Бондарев | 4,4         | 0,9     | 5,3   | 4        | 9,3   |
| Поэтессы    | 4,4         | 0,7     | 5,1   | 4,2      | 9,3   |
| Юра         | 5           | 0,5     | 5,5   | 4,8      | 10,3  |
| Ровеньки    | 5           | 0,8     | 5,8   | 5        | 10,8  |
| Сборная МАИ | 5           | 1       | 6     | 4,4      | 10,4  |

Результат игры:
1. Ровеньки
2. Сборная МАИ
3. Юра
4. ИП Бондарев; Поэтессы
5. Те самые

- Игру провёл Михаил Галустян.
- В Музыкальном конкурсе команды «Юра» принял участие Денис Майданов.

Второй четвертьфинал
- Дата игры: 27 сентября (эфир: 12 ноября)[23]
- Команды: Росы (Нижний Новгород), Зелёный чемодан (Гурьевск), Северяне (Нягань), Столик (Чулым), Иван Иванов (Москва), Доктор Хаусс (Могилёв)
- Жюри: Алексей Кривеня, Валдис Пельш, Константин Эрнст, Сергей Жилин, Алла Михеева
- Конкурсы: Приветствие, Биатлон, Музыкальный номер

| Команда         | Приветствие | Биатлон | общий | Музномер | Итого |
| --------------- | ----------- | ------- | ----- | -------- | ----- |
| Росы            | 4,4         | 0,8     | 5,2   | 4,2      | 9,4   |
| Зелёный чемодан | 4,4         | 0,6     | 5     | 4,4      | 9,4   |
| Северяне        | 5           | 0,9     | 5,9   | 5        | 10,9  |
| Столик          | 4,4         | 0,5     | 4,9   | 5        | 9,9   |
| Иван Иванов     | 4,4         | 0,6     | 5     | 4,2      | 9,2   |
| Доктор Хаусс    | 5           | 1       | 6     | 5        | 11    |

Результат игры:
1. Доктор Хаусс
2. Северяне
3. Столик
4. Росы; Зелёный чемодан
5. Иван Иванов

- Это вторая игра сезона, которую провёл Александр Масляков. Изначально планировалось, что он проведёт также второй полуфинал и финал сезона, но в итоге эти игры провёл Валдис Пельш.
- Это последняя игра КВН, которую провёл Александр Масляков. Телеведущий скончался 8 сентября 2024 года.
- Доктор Хаусс — 25-я команда, набравшая максимум за игру в Высшей лиге.
- В этой игре команду «Росы» объявляли как: «Росы», Россия. По словам одного из участников команды это связано с отсутствием на этой игре достаточной финансовой поддержки команды от Нижегородского региона[24].
- В Музыкальном конкурсе команды «Северяне» принял участие Прохор Шаляпин.

Третий четвертьфинал
- Дата игры: 30 сентября (эфир: 19 ноября)[25]
- Команды: Пал Палыч (Хабаровск), Атомная сборная (Сосновый Бор), Город N (Челябинск), Имени меня (Королёв), Флэш-Рояль (Ростов-на-Дону), Красный лис (Владивосток)
- Жюри: Валдис Пельш, Сергей Жилин, Алла Михеева, Анна Щербакова, Виктор Васильев
- Конкурсы: Приветствие, Биатлон, Музыкальный номер

| Команда         | Приветствие | Биатлон | общий | Музномер | Итого |
| --------------- | ----------- | ------- | ----- | -------- | ----- |
| Пал Палыч       | 3,8         | 0,8     | 4,6   | 5        | 9,6   |
| Атомная сборная | 4,4         | 0,8     | 5,2   | 4,2      | 9,4   |
| Город N         | 4,4         | 0,5     | 4,9   | 4,4      | 9,3   |
| Имени меня      | 5           | 0,9     | 5,9   | 5        | 10,9  |
| Флэш-Рояль      | 4,2         | 1       | 5,2   | 5        | 10,2  |
| Красный лис     | 5           | 0,6     | 5,6   | 5        | 10,6  |

Результат игры:
1. Имени меня
2. Красный лис
3. Флэш-Рояль
4. Пал Палыч
5. Атомная сборная
6. Город N

- Эту игру провёл Вадим Галыгин.
- В Музыкальном конкурсе команды «Флэш-Рояль» приняла участие певица Света, за «Город N» выступил Дмитрий Колдун.
- Свой музыкальный конкурс команда КВН «Красный лис» сыграла с членом жюри Сергеем Жилиным.

Добором в полуфинал прошла также команда КВН Поэтессы (первая игра).

### Полуфиналы
Первый полуфинал
- Дата игры: 10 ноября (эфир: 17 декабря)[26]
- Команды: Столик (Чулым), Юра (Москва), Флэш-Рояль (Ростов-на-Дону), Имени меня (Королёв), Сборная МАИ (Москва)
- Жюри: Сергей Жилин, Алла Михеева, Вадим Галыгин, Михаил Галустян, Алексей Ягудин
- Конкурсы: Приветствие, Разминка, Музыкальное домашнее задание

| Команда     | Приветствие | Разминка | общий | МДЗ | Итого |
| ----------- | ----------- | -------- | ----- | --- | ----- |
| Столик      | 4,4         | 3,8      | 8,2   | 4,4 | 12,6  |
| Юра         | 4,4         | 4        | 8,4   | 4,4 | 12,8  |
| Флэш-Рояль  | 4,8         | 4,6      | 9,4   | 4,6 | 14    |
| Имени меня  | 5           | 4,6      | 9,6   | 5   | 14,6  |
| Сборная МАИ | 4,6         | 5        | 9,6   | 5   | 14,6  |

Результат игры:
1. Имени меня; Сборная МАИ
2. Флэш-Рояль
3. Юра
4. Столик

- Эту игру провёл Валдис Пельш.
- В домашнем задании команды «Юра» приняли участие фигурист Иван Букин и участница команды КВН «Утомлённые солнцем» Елена Рыбалко.

Второй полуфинал
- Дата игры: 17 ноября (эфир: 24 декабря)[27]
- Команды: Красный лис (Владивосток), Северяне (Нягань), Поэтессы (Санкт-Петербург), Доктор Хаусс (Могилёв), Ровеньки (Орёл)
- Жюри: Сергей Жилин, Алла Михеева, Константин Эрнст, Виктор Васильев, Валдис Пельш
- Конкурсы: Приветствие, Разминка, Музыкальное домашнее задание

| Команда      | Приветствие | Разминка | общий | МДЗ | Итого |
| ------------ | ----------- | -------- | ----- | --- | ----- |
| Красный лис  | 4,4         | 4,6      | 9     | 4,6 | 13,6  |
| Северяне     | 4,2         | 4,8      | 9     | 4,2 | 13,2  |
| Поэтессы     | 4,8         | 4,6      | 9,4   | 5   | 14,4  |
| Доктор Хаусс | 5           | 5        | 10    | 5   | 15    |
| Ровеньки     | 4,8         | 4,6      | 9,4   | 4,8 | 14,2  |

Результат игры:
1. Доктор Хаусс
2. Поэтессы
3. Ровеньки
4. Красный лис
5. Северяне

- Эту игру провёл Дмитрий Хрусталёв.
- Команда «Доктор Хаусс» набрала максимум за игру второй раз.
- Как и в 1/8-й финала, команде «Красный лис» в обоих конкурсах помогал Антон Дерябин, а свой музыкальный конкурс команда сыграла с членом жюри Валдисом Пельшем.
- В домашнем задании «Поэтесс» приняла участие Полина Сибагатуллина.

Добором в финал также прошла команда Ровеньки (вторая игра).

### Финал
- Дата игры: 17 декабря (эфир: 1 января 2023)[28]
- Команды: Ровеньки (Орёл), Поэтессы (Санкт-Петербург), Имени меня (Королёв), Сборная МАИ (Москва), Доктор Хаусс (Могилёв)
- Жюри: Дмитрий Колчин, Алла Михеева, Константин Эрнст, Татьяна Навка, Сергей Шнуров, Сергей Жилин
- Конкурсы: Приветствие, Биатлон, Музыкальное домашнее задание

| Команда      | Приветствие | Биатлон | общий | МДЗ | Итого |
| ------------ | ----------- | ------- | ----- | --- | ----- |
| Ровеньки     | 4,5         | 0,9     | 5,4   | 4,8 | 10,2  |
| Поэтессы     | 4,8         | 0,7     | 5,5   | 4,7 | 10,2  |
| Имени меня   | 5           | 1       | 6     | 5   | 11    |
| Сборная МАИ  | 4,7         | 0,6     | 5,3   | 4,8 | 10,1  |
| Доктор Хаусс | 5           | 1       | 6     | 5   | 11    |

Результат игры:
1. Имени меня; Доктор Хаусс
2. Поэтессы; Ровеньки
3. Сборная МАИ

Чемпионами сезона стали команды «Имени меня» и «Доктор Хаусс».
- Результаты финала было решено не разглашать до эфира[28][29], но некоторые источники всё же назвали имена чемпионов сезона сразу после игры[30][31].
- Игру провёл Валдис Пельш.
- Третий раз подряд финал закончился ничьей за первое место и двойным чемпионством.
- «Имени меня» — первые чемпионы Высшей лиги из Подмосковья; «Доктор Хаусс» — вторая команда из Республики Беларусь, ставшая чемпионом Высшей лиги, после второго состава БГУ (чемпионы сезонов 1999 и 2001).
- В приветствии команды «Доктор Хаусс» принял участие Анатолий Ярмоленко, а в домашнем задании — Татьяна Шитова.
- Финалистам помогали участники других команд. За «Поэтесс» выступила Марина Федункив (играла за команду КВН «Добрянка»); за Сборную МАИ — Игорь Караваев (Сборная Пермского края) с Андреем Жмыховым и Сергеем Мясоедовым («Михаил Дудиков»), а также участники разных команд КВН сезона 2022, которые не дошли до финала.
- «Имени меня» и «Доктор Хаусс» набрали максимум баллов за эту игру, став соответственно четвертой и пятой командами, набравшими максимальный балл в финале (после «Вятки» в 2018 году и «Русской дороги» со Сборной «Татнефти» в 2020 году)
- Когда в конкурсе «биатлон» осталось три команды — «Ровеньки», «Доктор Хаусс» и «Имени меня», две первые были отправлены на штрафной круг, но, поскольку он не выявил победителя, за 0,9 балла с «Имени меня» остались играть обе. После вылета «Ровеньков» Константин Эрнст предложил в финальном круге разыграть не один балл, а 1,1 балла, однако это было сделать невозможно, поскольку программа по подсчёту оценок не может принять за конкурс цифру больше максимума, и в итоге «Имени меня» и «Доктор Хаусс» получили по одному баллу.
- «Имени меня» — 26-я команда, набравшая максимум за игру в Высшей лиге.
- «Доктор Хаусс» — двенадцатая команда, занявшая первые места во всех играх чемпионского сезона.
- Из-за двойного чемпионства этот финал стал седьмым подряд, в котором чемпионом стала команда, не закрывавшая игру.
- Команда «Доктор Хаусс» набрала максимум в трёх играх подряд и побила рекорд, установленный «Русской дорогой» в сезоне 2020, потеряв за весь сезон лишь 0,2 балла. Команда из Армавира в своём чемпионском сезоне не добрала до абсолютного максимума за все игры 0,5 балла.
- Команды из Санкт-Петербурга становились вице-чемпионами также в сезонах 2002 и 2012, о чём в своём домашнем задании напомнила команда «Поэтессы».
- Несколько дней после эфира канал КВН на хостинге Rutube и канал «КВН-Про» на YouTube выложили полную версию этой игры. Она на час длиннее эфирной[32][33].

## Члены жюри
В жюри сидели 23 человека. С учётом трёх игр, где он выступил в качестве ведущего, Валдис Пельш принял участие во всех девяти играх после возобновления сезона. Анна Щербакова стала самой молодой участницей жюри (18 лет). Александр Васильевич Масляков судил игру Высшей лиги второй раз в истории. Этот сезон стал вторым, после сезона 1986/1987, в котором в жюри не было Юлия Гусмана. Дмитрий Нагиев — единственный из ведущих сезона, кто не сидел в жюри.
7 игр
- Алла Михеева

6 игр
- Валдис Пельш

5 игр
- Виктор Васильев
- Вадим Галыгин
- Сергей Жилин
- Константин Эрнст
- Алексей Ягудин

3 игры
- Дмитрий Хрусталёв

2 игры
- Пелагея

1 игра
- Юрий Аксюта
- Михаил Галустян
- Дмитрий Колчин
- Алексей Кривеня
- Александр Васильевич Масляков
- Вячеслав Муругов
- Татьяна Навка
- Александр Ревва
- Екатерина Скулкина
- Екатерина Стриженова
- Валерий Сюткин
- Сергей Шнуров
- Анна Щербакова
- Станислав Ярушин